# Taira decorata
Espèce
Synonymes
- Titanoeca decorata Yin & Bao, 2001

Taira decorata est une espèce d'araignées aranéomorphes de la famille des Amaurobiidae.

## Distribution
Cette espèce est endémique de Chine Elle se rencontre au Hunan, au Fujian et au Zhejiang.

## Description
Les mâles mesurent de 4,18 à 4,44 mm.

## Publication originale
- Yin & Bao, 2001 : Two new species of the family Titanoecidae from Hunan Province (Arachnida: Araneae). Journal of Changde Teachers University, Natural Science Edition, 13(3): 58-61.